# Tier TV
TIER.TV wurde als digitaler Spartensender im Jahre 2006 von den Fernsehmanagern Carl A. Claussen und Simone Debour gegründet. Aufgrund der Werbe- und Kapitalmarktkrise wurde der Sendebetrieb über Astra und Kabel digital im Juni 2009 eingestellt. TIER.TV läuft seither als IP- und Web.TV-Plattform im Internet.
Die Betreibergesellschaft meldete im Dezember 2009 Insolvenz an, die im März 2010 eröffnet wurde.
Seit September 2010 wird das Internetportal TIER.TV von der Impact Medien GmbH mit Sitz in Düsseldorf betrieben.

## Sendungen
- Doc&Co
- diskuTIER
- Tier sucht ...
- Vom Tier zum Wir
- EnterTIERment
- Tier Punkt TV
- Im Portrait - Klasse Rasse
- Helden
- Lotheratur
- Im Galopp - Rund ums Pferd
- Reitergeschichten
- Tierisch berühmt
- Unzertrennlich - mein kleiner Schatz
- Tierisch Extrem
- Wild im Bild
- Tiernovela
- Aquaristik-Fachmagazin